# 荒ぶる季節の乙女どもよ。
『荒ぶる季節の乙女どもよ。』（あらぶるきせつのおとめどもよ）は、原作：岡田麿里、漫画：絵本奈央による日本の漫画作品。『別冊少年マガジン』（講談社）にて、2017年1月号（2016年12月9日発売）から2019年10月号（同年9月9日発売）まで連載された。文芸部に所属する5人の女子高生が性に振り回され、悩む様子が描かれる。略称は「荒乙（あらおと）」。
2019年にテレビアニメ化、2020年にテレビドラマ化された。

## あらすじ
モモやハリー・ポッターなどを愛読する小野寺和紗は、高校で文芸部に入部する。題材として扱われるのは、日本の純文学ばかりで戸惑いながらも、男女交際潔癖症の部長・曾根崎り香、小説家志望の本郷ひと葉、奥手の和紗の友人・須藤百々子、舞台子役をしていた美少女・菅原新菜といった風変わりで個性的な部員たちに囲まれながら高校生活を謳歌していた。
ある日、文芸部の題材図書に性的な描写があったことをきっかけに、和紗や部員たちは性について意識し始める。そして和紗は、お隣の幼馴染で兄弟のように仲良くしている典元泉が、アダルトDVDを見ながらオナニーしている所を目撃してしまう。
そんな中、日頃から性的な朗読をしていたため苦情が入り、校長から文芸部の廃部が言い渡される。顧問をつけることを条件に廃部撤回することを取りつけた部員たちは、本郷と匿名でアダルトチャットをしていた山岸知明（ミロ先生）が、半ば脅迫される形で顧問として就任することになる。
文化祭が近づくある日、文芸部は「文化祭にまつわる恋の伝説」を考案するよう他生徒に依頼され、曾根崎は依頼を引き受ける。恋の伝説を考えるため、文芸部の5人は山岸の両親が運営するペンションで合宿を行い、曾根崎は「キャンプファイヤーで炎に照らされた相手の影の心臓の部分を踏みながら好きですと呟くと恋が叶う」を伝説に決定する。

## 登場人物
声の項はテレビアニメ版の声優、演の項はテレビドラマ版の俳優を示す。

### 主人公五人組
小野寺和紗（おのでら かずさ）
声 - 河野ひより / 演 - 山田杏奈、佐久間芹（幼少期）
本作の主人公。身長156センチメートル、血液型はA型。特徴のないのが特徴と言われるほどで、周囲からは「地味子」と評される。
中学時代は泉との距離が近いことから、彼に好意を寄せる周囲の女子たちから妬まれ、暗い学校生活を送っていた。そのため高校入学後は泉とは極力距離を置くようにしていた。泉は家族のような存在でお互いに性的な目では見られない間柄だった。しかし、周囲の人間や出来事に助けられて自分の恋心に気づいていく。
菅原新菜（すがわら にいな）
声 - 安済知佳 / 演 - 玉城ティナ
身長160センチメートル、血液型はB型。人目を引く美少女で、クラスの男子からは「掃き溜めに鶴」と言われる。
かつて地元の児童劇団「そよかぜ」に所属していた。それ以来、演出家の三枝から倒錯した愛情を捧げられている。
美貌から見知らぬ男性から付きまとわれがちで、そのあしらい方に詳しい。そういった経験から恋愛や性愛にもどこか達観した大人びたふるまいをするのだが、実は三枝とのデート以外に恋愛経験があるわけでは無い。
須藤百々子（すどう ももこ）
声 - 麻倉もも / 演 - 畑芽育
身長156センチメートル、血液型はAB型。髪型は二つ縛りのお下げ。和紗の親友で、「もーちん」と呼ばれている。
性的に奥手で今まで男性を好きになったことが一度もなかったという。高校生になって経験した初恋も一風変わったものだった。
曾根崎り香（そねざき りか）
声 - 上坂すみれ / 演 - 横田真悠
文芸部部長。身長170センチメートル、血液型はO型。普段は眼鏡をかけて長い髪を後ろで縛っているが、眼鏡を外して髪を下ろすとモデルの「えり香」似の容姿端麗となる。
潔癖かつ堅物な性格で、クラスで性に奔放な会話をする女子たちに苦言し対立する。一方、天城に容姿を褒められたことで、価値観が揺らいでいく。
本郷ひと葉（ほんごう ひとは）
声 - 黒沢ともよ / 演 - 田中珠里
身長141センチメートル、血液型はB型。女子高生ながら、謎の作家オーラを醸し出している。
出版社に自著の小説の原稿を持ち込みをしているが、編集者からはリアリティが無いと評されている。そのために、リアルなセックスを知ろうと2ショットチャットに参加している。

### 五人組と恋仲になる男性たち
典元泉（のりもと いずみ）
声 - 土屋神葉、柴田芽衣（幼少期） / 演 - 井上瑞稀（HiHi Jets/ジャニーズJr.）
身長176センチメートル、和紗の隣家に住む幼馴染の男子。親同士も仲がよく、家族ぐるみの付き合いで互いの家を行き来するような関係で育った。幼い頃からの鉄道ファン。
幼少期は和紗よりも背が低く、弟のように面倒を見てもらっていたが、中学校入学後は和紗の背を抜き、容姿の良さから女子にモテるようになった。和紗が暗い中学校生活を送った原因が自分にあることに気づいており、今度は自分が彼女を守らなくてはと気にかけている。ただ、恋愛については鈍感で、新菜から「和紗が好きになるのも分かる」と言われるまで気がつかなかった。
天城駿（あまぎ しゅん）
声 - 広瀬裕也 / 演 - 前田旺志郎
り香のクラスメイトの男子。り香を「モデル系」と褒め、人懐こく接する。
山岸知明（やまぎし ともあき）
声 - 福山潤 / 演 - 古川雄輝
国語教師。ハンドルネーム及び文芸部員からのあだ名は「ミロ」。
ミロはもともと2ショットチャットのハンドルネーム。お互いに正体を知らないままひと葉とエロチャットを楽しんでいた。オフで会おうというひと葉の誘いに応じたがために同じ高校の教師と生徒だったと発覚。これを奇貨としたひと葉に脅される形で文芸部の顧問を引き受けることとなる。
三枝久（さえぐさ ひさし）
声 - 咲野俊介 / 演 - 鶴見辰吾
新菜が所属していた当時の劇団そよ風の演出家。行動の予想のつかない女児に惹かれるロリータコンプレックスの持ち主で、新菜に親愛を捧げていた。新菜曰く「刺激がないと生きられない人」。
杉本悟（すぎもと さとる）
声 - 花江夏樹 / 演 -   田川隼嗣
百々子の小学校時代の同級で、同じ予備校に通う他校生。

### その他
十条園絵（じゅうじょう そのえ）
声 - 戸松遥 / 演  -  古田愛理
り香と同じクラスの女子。派手な外見だが、交際している男子は真面目そうな容姿。
男性遍歴を吹聴し堅物な曾根崎をからかっていたが、後にかわいそうなことをしたと反省している。り香の容姿が変化したことをきっかけに、り香を「お曽根」と呼んで普通に話す仲になる。文化祭後妊娠が発覚し退学処分となるが、エピローグでは子供が生まれ幸せな様子が描かれる。
浅田恵美（あさだ えみ）
声 - 大森日雅
泉と同じA組の女子。泉に告白するも振られる。
竹山祐子（たけやま ゆうこ）
声 - 原奈津子
浅田のクラスメイトの女子。
校長
声 - 藤吉浩二
顧問の不在を理由に文芸部の廃止を宣言する。
教頭
声 - 北田理道

富多笑美（とみた えみ）
声 - 青山吉能
3年の国語教師。独身女性で同じ独身の山岸によく話かけている。

## キャンペーン
単行本1巻の発売を記念して、「セックスの代わりになる言葉」を考えてツイートすると、サイン入り複製原画をプレゼントするキャンペーンが実施された。

## 書誌情報
- 原作：岡田麿里・漫画：絵本奈央 『荒ぶる季節の乙女どもよ。』 講談社〈講談社コミックス〉、全8巻
  1. 2017年04月7日発売[7]、ISBN 978-4-06-395905-5
  2. 2017年08月9日発売[8]、ISBN 978-4-06-510108-7
  3. 2017年12月8日発売[9]、ISBN 978-4-06-510546-7
  4. 2018年04月9日発売[10]、ISBN 978-4-06-511203-8
  5. 2018年08月9日発売[11]、ISBN 978-4-06-512182-5
  6. 2018年12月7日発売[12]、ISBN 978-4-06-513480-1
  7. 2019年07月9日発売[13]、ISBN 978-4-06-515723-7
  8. 2019年10月9日発売[14]、ISBN 978-4-06-516789-2
- 『荒ぶる季節の乙女どもよ。〜公式ファンブック第0巻〜』 2020年11月9日発売[15]、ISBN 978-4-06-521266-0

## テレビアニメ
2019年7月より9月まで毎日放送『アニメイズム』B2枠ほかにて放送された。
キャッチコピーは「やらないわけには、いかないのです。」。

### スタッフ
- 原作 - 岡田麿里、絵本奈央[16]
- 企画 - 村中悠介
- 監督 - 安藤真裕、塚田拓郎[16]
- 脚本 - 岡田麿里[16]
- キャラクターデザイン・総作画監督 - 石井かおり[16]
- プロップデザイン - 赤石沢貴士、森川さやか
- 美術監督 - 中久木孝将（キューン・プラント）、中尾陽子（キューン・プラント）[16]
- 美術設定 - 中尾陽子（キューン・プラント）、小木斉之（第5話-）、妹脊百合子（キューン・プラント）
- 色彩設計 - 山崎朋子[16]
- 撮影監督 - 長田雄一郎[16]
- 編集 - 髙橋歩[16]
- 音響監督 - 郷文裕貴[16]
- 音楽 - 日向萌[16]
- チーフプロデューサー - 古川慎、前田俊博
- プロデューサー - 澤田愛理、北岡森生、青井宏之
- プロデュース - 斎藤俊輔[5]
- アニメーションプロデューサー - 米内則智[16]
- アニメーション制作 - Lay-duce[16]
- 製作 - 荒乙製作委員会（DMM pictures、講談社、MBS）

### 主題歌

#### OP・ED
作詞・作曲・編曲はHoneyWorksが担当している。
「乙女どもよ。」
CHiCO with HoneyWorksによるオープニングテーマ。
「ユメシンデレラ」
麻倉ももによるエンディングテーマ。

#### 挿入歌・劇中曲
「TRAIN-TRAIN」
第1話で使用。作詞・作曲は真島昌利、歌はTHE BLUE HEARTS。
「お前の股ぐら」
第4話で使用。作詞・作曲はZERRY・TOPPI、歌はザ・タイマーズ。
「恋人ツナギ」
第8話で使用。作詞・作曲・編曲はHoneyWorks、歌はCHiCO with Honey Works。
「チェインギャング」
第10話で使用。作詞・作曲は真島昌利、歌はTHE BLUE HEARTS。

### 各話リスト
| 話数   | サブタイトル             | 絵コンテ          | 演出                         | 作画監督                                                                             |
| ------ | ------------------------ | ----------------- | ---------------------------- | ------------------------------------------------------------------------------------ |
| 第1話  | 豚汁の味                 | 塚田拓郎          | 塚田拓郎                     | 佐古宗一郎                                                                           |
| 第2話  | えすいばつ               | 安藤真裕          | 吉田徹                       | 中野友貴                                                                             |
| 第3話  | バスガス爆発             | 安藤真裕          | 熊膳貴志                     | 大庭小枝 納武史 佐古宗一郎 福島陽子                                                  |
| 第4話  | 本という存在             | 三條なみみ        | 塚田拓郎 浜田将太            | 中野ゆうき                                                                           |
| 第5話  | 私を知らぬ間に変えたもの | 安藤真裕          | 深瀬重                       | 志賀道憲 二宮奈那子                                                                  |
| 第6話  | 乙女は森のなか           | 沖田宮奈          | 黒瀬大輔                     | 小見山和也 岡田由起子                                                                |
| 第7話  | 揺れ、の、その先         | 安藤真裕          | 酒井原美樹                   | 納武史 大庭小枝 工藤糸織 二宮奈那子 福島陽子                                         |
| 第8話  | Legend of Love           | 塚田拓郎          | 藏本穂高                     | 佐古宗一郎 中野ゆうき                                                                |
| 第9話  | キツネノカミソリ         | 安藤真裕          | 堺隼人                       | 中野友貴                                                                             |
| 第10話 | 穴                       | 熊膳貴志 安藤真裕 | 熊膳貴志                     | 大庭小枝 佐古宗一郎                                                                  |
| 第11話 | 男女交際禁止令           | 安藤真裕          | 小林孝嗣                     | 岡田由起子 二宮奈那子 佐古宗一郎 福島陽子 藤田正幸                                   |
| 第12話 | 乙女心のいろいろは       | 安藤真裕          | 安藤真裕 塚田拓郎 酒井原美樹 | 小見山和也 永作友克 井上和俊 石井かおり 大庭小枝 熊膳貴志 藤田正幸 納武史 二宮奈那子 |

### 放送局
| 放送期間               | 放送時間                     | 放送局    | 対象地域   | 備考                      |
| ---------------------- | ---------------------------- | --------- | ---------- | ------------------------- |
| 2019年7月6日 - 9月21日 | 土曜 2:25 - 2:55（金曜深夜） | 毎日放送  | 近畿広域圏 | 製作局 / 字幕放送         |
|                        |                              | TBSテレビ | 関東広域圏 | 字幕放送                  |
| 2019年7月7日 - 9月22日 | 日曜 1:30 - 2:00（土曜深夜） | BS-TBS    | 日本全域   | BS/BS4K放送               |
| 2019年7月8日 - 9月23日 | 月曜 22:30 - 23:00           | AT-X      | 日本全域   | CS放送 / リピート放送あり |

| 配信開始日   | 配信時間        | 配信サイト |
| ------------ | --------------- | --- |
| 2019年7月6日 | 土曜 2:55 更新  | AbemaTV dアニメストア |
| 2019年7月9日 | 火曜 2:55 更新  | TVer MBS動画イズム dTV Amazonプライム・ビデオ ニコニコチャンネル FOD ビデオマーケット music.jp Rakuten TV クランクイン！ビデオ |
|              | 火曜 3:00 更新  | GYAO! |
|              | 火曜 10:00 更新 | DMM.com |
|              | 火曜 12:00 更新 | U-NEXT バンダイチャンネル ビデオパス J:COMオンデマンド                                                                         |

### BD / DVD
| 巻 | 発売日         | 規格品番  | 規格品番  |
| 巻 | 発売日         | BD        | DVD       |
| -- | -------------- | --------- | --------- |
| 1  | 2019年9月27日  | DMPXA-036 | DMPBA-058 |
| 2  | 2019年10月25日 | DMPXA-037 | DMPBA-059 |
| 3  | 2019年11月29日 | DMPXA-038 | DMPBA-060 |
| 4  | 2019年12月27日 | DMPXA-039 | DMPBA-061 |

| 毎日放送 アニメイズム B2 | 毎日放送 アニメイズム B2 | 毎日放送 アニメイズム B2 |
| 前番組                   | 番組名                   | 次番組                   |
| ------------------------ | ------------------------ | ------------------------ |
| ひとりぼっちの○○生活     | 荒ぶる季節の乙女どもよ。 | 真・中華一番!            |

## テレビドラマ
2020年9月9日（9月8日深夜）から10月28日（10月27日深夜）にかけて、毎日放送の深夜ドラマ枠「ドラマイズム」で放送された。主演は山田杏奈と玉城ティナ。
今作品より、「ドラマイズム」制作局の毎日放送での放送時間が、これまでの月曜未明0時50分 - 1時20分（日曜深夜）から、水曜未明0時59分 - 1時29分（火曜深夜）へと変更・枠移動。時差ネットだったTBSとの同日ネットに変更され、これによりTBSの遅れ幅は、29分遅れにまで縮まる。
キャッチコピーは「きれいだけが、青春じゃない。」。

### スタッフ（テレビドラマ）
- 原作 - 岡田麿里（原作）絵本奈央（作画）『荒ぶる季節の乙女どもよ。』（講談社コミックス刊）
- プロデューサー - 尹楊会、涌田秀幸、遠藤里紗
- 監督 - 酒井麻衣、井樫彩、水波圭太
- 脚本 - 岡田麿里
- 音楽 - 横山克
- 制作プロダクション - C&Iエンタテインメント
- 製作 - カルチュアエンタテインメント、毎日放送
- 主題歌 - 三阪咲「友よ恋よ」（Bloom Slope Records）[26]
- エンディングテーマ - ザ・コインロッカーズ「仮病」（ワーナーミュージック・ジャパン）[27]

### 放送日程
| 各話   | 放送日   | オープニングダンス                                   | 監督     |
| ------ | -------- | ---------------------------------------------------- | -------- |
| 第1話  | 09月09日 | 小野寺和紗                                           | 酒井麻衣 |
| 第2話  | 09月16日 | 菅原新菜                                             | 井樫彩   |
| 第3話  | 09月23日 | 典元泉                                               | 井樫彩   |
| 第4話  | 09月30日 | 曾根崎り香                                           | 酒井麻衣 |
| 第5話  | 10月07日 | 須藤百々子                                           | 酒井麻衣 |
| 第6話  | 10月14日 | 本郷ひと葉                                           | 水波圭太 |
| 第7話  | 10月21日 | 山岸知明                                             | 井樫彩   |
| 最終話 | 10月28日 | 小野寺和紗 菅原新菜 曾根崎り香 須藤百々子 本郷ひと葉 | 酒井麻衣 |

### 放送局（テレビドラマ）
| 放送期間                  | 放送時間                     | 放送局             | 対象地域   | 備考   |
| ------------------------- | ---------------------------- | ------------------ | ---------- | ------ |
| 2020年9月9日 - 10月28日   | 水曜 0:59 - 1:29（火曜深夜） | 毎日放送           | 近畿広域圏 | 製作局 |
|                           | 水曜 1:28 - 1:58（火曜深夜） | TBSテレビ          | 関東広域圏 |        |
| 2020年9月16日 - 11月11日  | 水曜 1:00 - 1:30（火曜深夜） | 熊本放送           | 熊本県     |        |
| 2020年9月23日 - 11月11日  | 水曜 0:55 - 1:25（火曜深夜） | テレビユー山形     | 山形県     |        |
| 2020年9月25日 - 11月13日  | 金曜 0:56 - 1:25（木曜深夜） | あいテレビ         | 愛媛県     |        |
| 2020年9月27日 - 11月15日  | 日曜 1:58 - 2:28（土曜深夜） | チューリップテレビ | 富山県     |        |
| 2020年10月4日 - 11月29日  | 日曜 1:28 - 1:58（土曜深夜） | 新潟放送           | 新潟県     | [ 29 ] |
| 2020年10月10日 - 11月28日 | 土曜 0:55 - 1:25（金曜深夜） | RKB毎日放送        | 福岡県     |        |
| 2020年10月11日 - 11月29日 | 日曜 1:28 - 1:58（土曜深夜） | 宮崎放送           | 宮崎県     |        |
| 2020年10月20日 - 12月8日  | 火曜 1:30 - 2:00（月曜深夜） | 信越放送           | 長野県     |        |
| 2020年10月26日 - 12月14日 | 月曜 1:25 - 1:55（日曜深夜） | 北海道放送         | 北海道     |        |

| 毎日放送・TBS ドラマイズム                                  | 毎日放送・TBS ドラマイズム                              | 毎日放送・TBS ドラマイズム                          |
| 前番組                                                      | 番組名                                                  | 次番組                                              |
| ----------------------------------------------------------- | ------------------------------------------------------- | --------------------------------------------------- |
| 映像研には手を出すな!                                       | 荒ぶる季節の乙女どもよ。                                | そのご縁、お届けします -メルカリであったほんとの話- |
| 毎日放送 水曜0:59 - 1:29枠（火曜深夜）                      |                                                         |                                                     |
| 有吉ジャポンII ジロジロ有吉 【30分繰り下げて継続、TBS制作】 | 荒ぶる季節の乙女どもよ。 【ここから「ドラマイズム」枠】 | そのご縁、お届けします -メルカリであったほんとの話- |